# Неохори
Неохори (грч. Νεοχώρι) је насељено место у општини Синтика у периферији Средишња Македонија, Грчка. Према попису из 2021. године било је 418 становника.
Неохори су подигнути после Грчког грађанског рата где су насељени мештани села Липош и Тодорич. На попису из 1951. године Неохори су имали 498 становника.